# Jämnesjön
Jämnesjön är en sjö i Essunga kommun och Herrljunga kommun i Västergötland och ingår i Göta älvs huvudavrinningsområde. Sjön har en area på 0,236 kvadratkilometer och ligger 109,9 meter över havet. Förbi sjön går den 12  kilometer långa vandringsleden Sju sjöars led. Vid sjön finns två iordningställda badplatser, en i väster med parkeringsplats och en i öster med sandstrand och brygga.

## Delavrinningsområde
Jämnesjön ingår i det delavrinningsområde (644884-132550) som SMHI kallar för Mynnar i Nossan. Medelhöjden är 108 meter över havet och ytan är 39,38 kvadratkilometer. Det finns inga avrinningsområden uppströms utan avrinningsområdet är högsta punkten. Lillån som avvattnar avrinningsområdet har biflödesordning 3, vilket innebär att vattnet flödar genom totalt 3 vattendrag innan det når havet efter 174 kilometer. Avrinningsområdet består mestadels av skog (43 procent), öppen mark (10 procent) och jordbruk (41 procent). Avrinningsområdet har 0,41 kvadratkilometer vattenytor vilket ger det en sjöprocent på 1 procent.

## Galleri

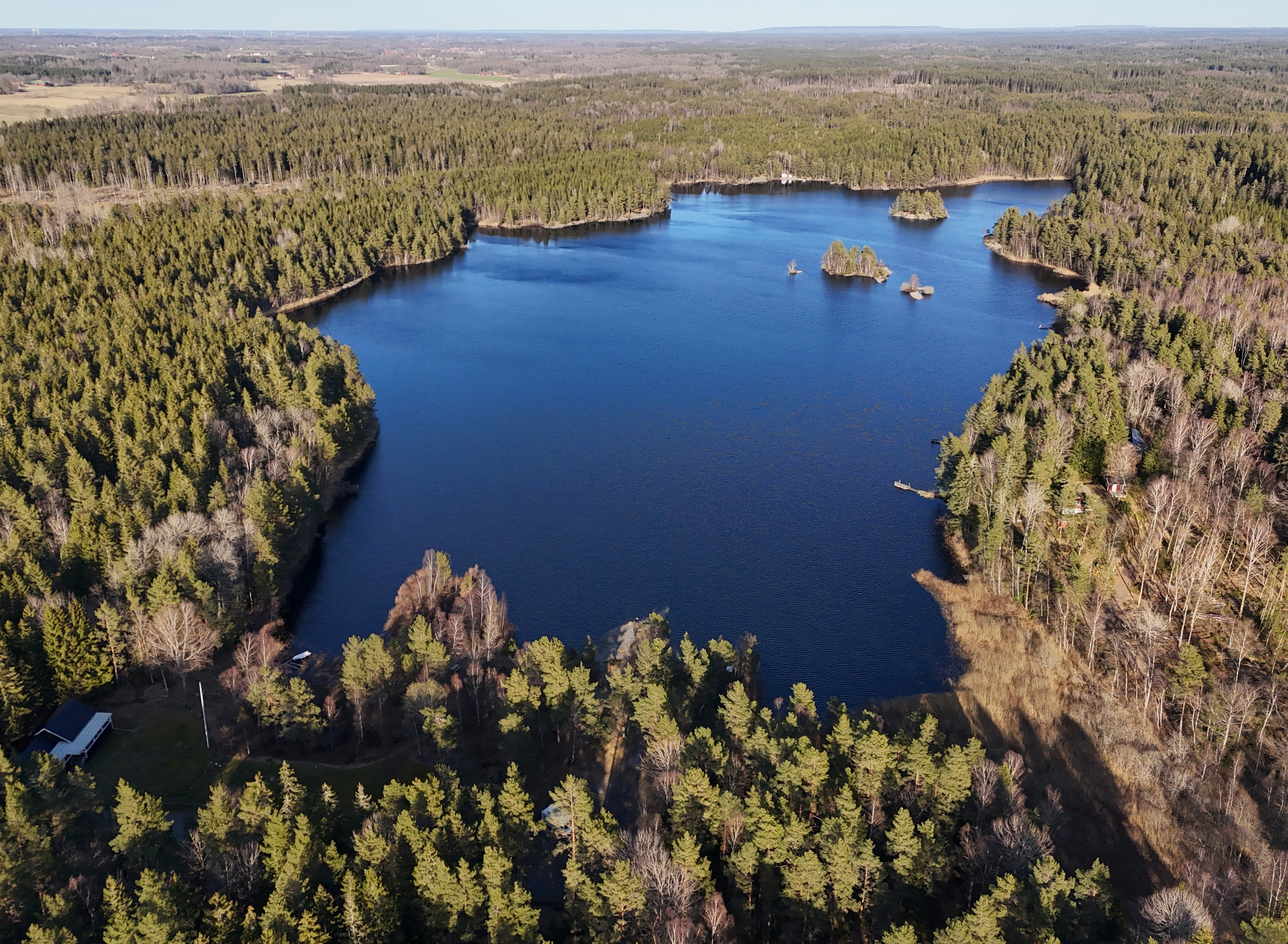
Jämnesjön i april 2025.
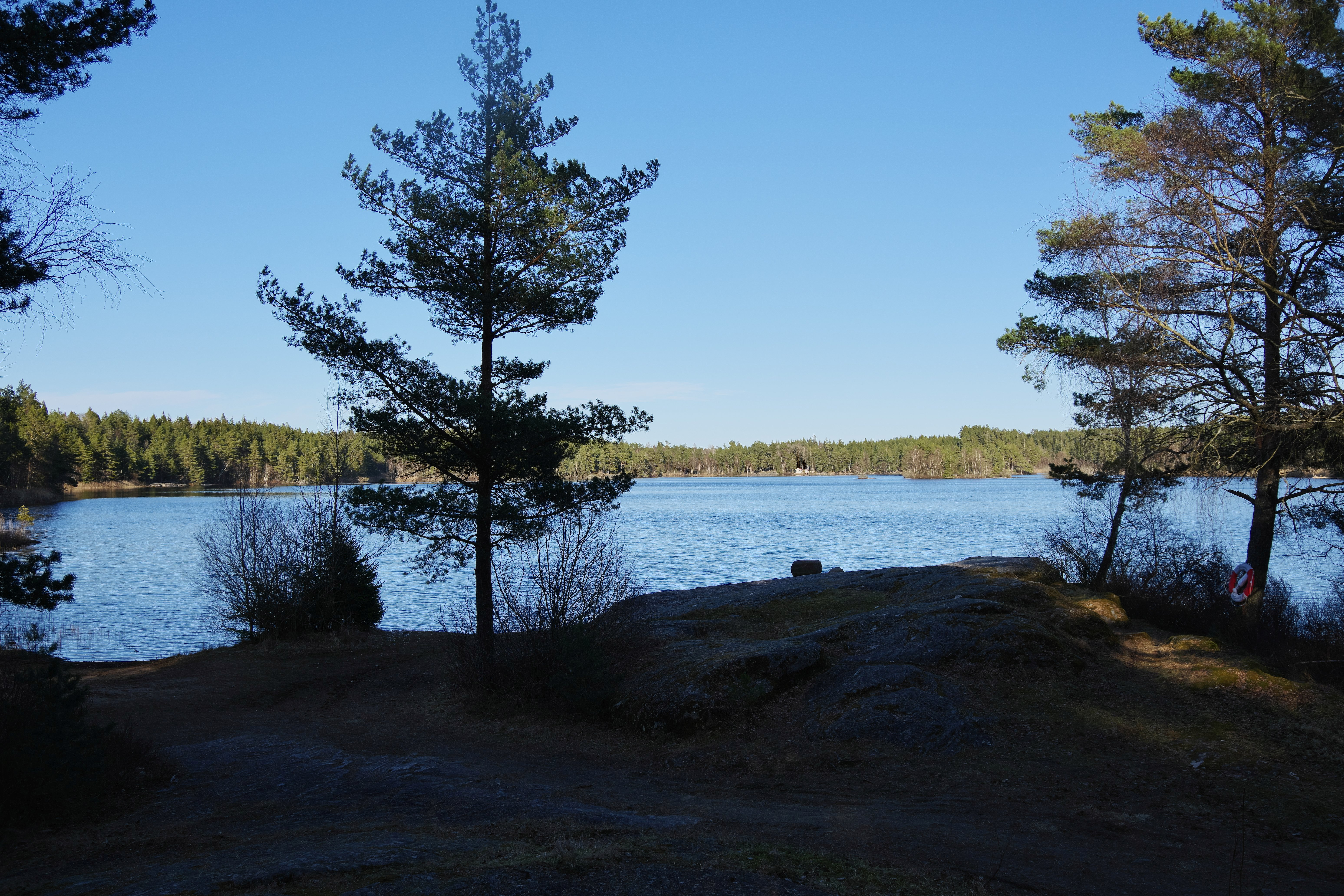